# Dorcadion cingulatum
Dorcadion cingulatum là một loài bọ cánh cứng trong họ Cerambycidae.